# Che botte se incontri gli "Orsi"
Che botte se incontri gli "Orsi" (The Bad News Bears) è un film del 1976 diretto da Michael Ritchie con protagonista Walter Matthau.
Del film sono stati realizzati due sequel: Gli Orsi interrompono gli allenamenti (1977) e Gli Orsi vanno in Giappone (1978); inoltre, è stata realizzata anche una serie televisiva intitolata La gang degli orsi e un remake del 2005 dal titolo Bad News Bears - Che botte se incontri gli Orsi.

## Trama
Morris Buttermaker, un ex giocatore di baseball delle leghe minori con problemi di alcolismo, viene convinto e reclutato da un avvocato e consigliere comunale, Bob Whitewood, ad allenare gli "Orsi", una scalcinata squadra giovanile nel torneo della Little League. La squadra è formata per volere di Whitewood che è riuscito a vincere un'azione legale contro l'organizzazione del campionato per far ammettere alcuni ragazzi, tra cui suo figlio, inizialmente scartati per scarse capacità tecnico-sportive. Infatti i ragazzi fin dalle prime battute di campionato dimostrano qualche "lacuna": un nervoso e miope lanciatore (Rudi Stein), un ricevitore in sovrappeso (Mike Engelberg), un irascibile interbase (Tanner Boyle), un esterno che sogna di emulare il suo idolo Hank Aaron (Ahmad Abdul-Rahim), due ragazzi messicani che non parlano la lingua inglese (Josè Aguilar e Miguel Aguilar), uno tranquillo e timidissimo (Timmy Lupus) o il "topo di biblioteca" che memorizza le statistiche di baseball (Alfred Ogilvie).
Buttermaker, svogliatamente tra una sbronza e l'altra, guida la squadra che viene costantemente snobbata e sconfitta dalle altre squadre più competitive (e con genitori altrettanto competitivi), tentando nel frattempo di reclutare nuovi giocatori. Amanda Whurlizer è una di queste, ottimo lanciatore e figlia di un'ex di Buttermaker dal carattere non facile che in un primo momento rifiuta per poi venire a patti con Buttermaker con richieste stravaganti (come l'acquisto di jeans di marca, scuola per diventare modella, lezioni di danza, etc.). A completare la squadra, Buttermaker recluta il "miglior atleta della zona", ma anche il peggior piantagrane, Kelly Leak. Così la squadra inizia ad avere più fiducia e gli Orsi incominciano a vincere le prime partite.
Partita dopo partita gli Orsi raggiungono la finale con gli Yankees, allenati da Roy Turner. Nello svolgersi della partita s'arriva ad un culmine con il contrasto tra Turner e suo figlio Joey, lanciatore degli Yankees. Turner ordina al figlio di mandare il lanciatore degli Orsi, Engelberg, in prima base, mentre Joey sa di poterlo eliminare. Infatti contrariamente agli ordini di gioco del padre lancia una palla che sfiora la testa di Engelberg; inorridito Turner va sul monte di lancio e schiaffeggia il figlio. Questi sul lancio successivo riesce a prendere la palla battuta da Engelberg, ma anziché lanciarla in prima base la trattiene fino al termine dell'azione lasciandola poi cadere ai piedi di suo padre in segno di vendetta.
Buttermaker, all'ultimo inning, mette in campo tutti i ragazzi che fino a quel momento erano rimasti in panchina, dando così a tutti la possibilità di giocare. Nonostante questo gli Orsi riescono a contenere lo svantaggio e, nella fase di attacco, per poco non riescono a ribaltare il risultato perdendo per 7 a 6.
Buttermaker, vedendo i ragazzi abbattuti, loda la squadra e per festeggiare offre ai giocatori della birra, sostenendo che anche se non hanno vinto il campionato sono riusciti a togliersi la soddisfazione di aver percorso un lungo cammino. Gli Yankees, dopo la premiazione, si congratulano con gli Orsi dicendo loro che, anche se non sono ancora una vera squadra, hanno "coraggio". Tanner, l'interbase, risponde al presunto complimento indicando agli Yankees il posto in cui possono mettersi il loro trofeo. Per gli Orsi arriva l'apoteosi con Timmy che supera la sua timidezza cronica urlando: "E non finisce qua: ne riparliamo l'anno prossimo!", per poi spruzzarsi le loro birre l'un con l'altro.